# Nola aenictis
Nola aenictis är en fjärilsart som beskrevs av Edward Meyrick 1888. Nola aenictis ingår i släktet Nola och familjen trågspinnare. Inga underarter finns listade i Catalogue of Life.